# Caerorhachis bairdi
Caerorhachis bairdi è un tetrapode estinto, di incerta collocazione sistematica. Visse nel Carbonifero inferiore (circa 325 milioni di anni fa) e i suoi resti sono stati ritrovati in Scozia.

## Descrizione
Simile nell'aspetto a una salamandra, il cerorachide possedeva un corpo allungato, zampe piccole ma forti e una lunga coda appiattita lateralmente. Il cranio, simile a quello dell'antracosauro primitivo Proterogyrinus, era grosso e di struttura robusta, fornito di una dentatura notevole e adatta alla predazione. Lungo circa trenta centimetri, questo animale possedeva 32 vertebre presacrali il cui centro vertebrale era costituito da intercentro e pleurocentro, una condizione osservabile in tutti i tetrapodi primitivi. Il pleurocentro era più grande dell'intercentro, cosa che avviene anche negli antracosauri. Il cranio era sprovvisto dei canali della linea laterale, e sembra che non vi fosse alcuna incisura otica.

## Classificazione
Caerorhachis venne descritto per la prima volta nel 1977, sulla base di fossili ritrovati in Scozia (Burghlee Ironstone, Loanhead, Midlothian). Il cerorachide è stato inizialmente classificato come un membro primitivo degli anfibi temnospondili, a causa di una serie di caratteristiche attualmente ritenute condivise da molti tetrapodi primitivi. Questo animale, però, possedeva anche molte caratteristiche riscontrabili negli amnioti meno evoluti, tra cui costole del tronco fortemente incurvate e la forma delle vertebre. Si è ritenuto quindi che il cerorachide fosse un membro primitivo degli antracosauri, un gruppo di vertebrati terrestri molto vicino all'origine dei veri amnioti, tra cui i rettili (Ruta et al., 2000). Secondo queste analisi, quindi, nel Carbonifero inferiore si erano già diversificati i rami che condurranno agli attuali anfibi (rappresentato dai temnospondili) e ai rettili (rappresentato dagli antracosauri). Altri studi indicherebbero che Caerorhachis era alla base del clade comprendente gli antracosauri e i temnospondili (Ruta et al., 2003).

## Paleoecologia
Caerorhachis era probabilmente adatto a vivere in un ambiente semiacquatico, predando altri piccoli animali. Al contrario di altri tetrapodi arcaici come i bafetoidi e i colosteidi, Caerorhachis non doveva essere strettamente legato all'ambiente acquatico, a causa dell'assenza dei canali della linea laterale e della robustezza degli arti.